# Сазонов, Вилиор Павлович
Вилиор Павлович Сазонов (13.10.1931 — 05.11.2014) — советский и российский учёный, доктор технических наук, профессор. Заслуженный деятель науки и техники Российской Федерации.

## Биография
Родился на пограничной заставе в Пяндже (Таджикистан). Получил имя в честь В. И. Ленина и Октябрьской революции.
Окончил с отличием Киевский политехнический институт, квалификация — инженер-физик по специальности «Техническая электроника».
С января 1954 года и всю последующую жизнь работал в г. Фрязино на предприятии, которое сначала называлось п/я 17, НИИ-160, затем НПП «Исток» им. Шокина. Должности: техник, инженер, с 1961 (после защиты диссертации) старший научный сотрудник. С 1962 по 2001 год начальник теоретического отдела (сменил В. С. Лукошкова).
Учёный в области электровакуумной СВЧ-электроники. Доктор технических наук.
Автор монографии «Замедляющие системы», Изд. Сов. Радио, 1966 — Всего страниц: 631 (совместно с Р. А. Силиным), книги «Приоритеты России в вакуумной СВЧ-электронике в двадцатом столетии» М.: МЕДПРАКТИКА-М, 2012. — 355 с.: ил., табл. — Библиогр. в конце гл. — ISBN 978-5-98803-266-3. Автор 20 изобретений.
Награждён орденом «Знак Почета», медалью «За доблестный труд». Заслуженный деятель науки и техники Российской Федерации (1993). В 2013 году награждён медалью имени С. И. Реброва.